# Expatriate
Expatriate (Plural -s; von englisch expatriate; von lateinisch ex „aus“, „heraus“ und patria „Vaterland“), kurz Expat, ist eine Person, die ohne Einbürgerung in einem ihr fremden Land oder einer ihr fremden Kultur lebt. Das Wort bezeichnet häufig konkreter eine Fach- oder Führungskraft, die von einer international tätigen Organisation (z. B. von einem Wirtschaftsunternehmen), bei der sie beschäftigt ist, im Rahmen einer Auslandsentsendung vorübergehend an eine ausländische Zweigstelle entsandt wird. Aus Sicht der aufnehmenden Organisation wird auch vom Impatriate gesprochen.

## Definition
Es gibt keine einheitliche Definition des Wortes Expatriate. Es könnte jeden ausländischen Staatsbürger bedeuten, der sich im Land aufhält. Allerdings bezieht eine klassische Definition des Wortes sich auf – zumeist hochqualifizierte – Fachkräfte, die durch ihren Arbeitgeber für begrenzte Zeit ins Ausland entsandt werden, um in Zweigstellen oder ausgelagerten Projekten zu arbeiten. Wesentliche Merkmale sind dabei die Befristung (meist ein bis fünf Jahre), die Entsendung durch eine Organisation sowie die Aufrechterhaltung der Bindungen an das Heimatland bzw. an das entsendende Unternehmen. Das Ziel der entsendenden Organisation ist häufig Know-how-Transfer, Verbesserung der Kommunikation und Wunsch nach Kontrolle. Aus Sicht der Expatriates steht oft die berufliche oder persönliche Entwicklung im Vordergrund.
Erfolgt die Initiative zum Auslandsaufenthalt nicht von einem Unternehmen, sondern von der jeweiligen Person selbst, wird in wissenschaftlichen Publikationen von „selbstinitiierter Expatriation“ (self-initiated expatriation) gesprochen. Diese Führungskräfte werden als „ausländische Führungskräfte in lokalen Organisationen“ (FELO – Foreign Executives in Local Organizations) bezeichnet.
Vor allem jenseits wissenschaftlicher Publikationen wird der Begriff „Expatriate“ oft weiter gefasst. Insbesondere wird der Begriff Expatriate auch für Personen verwendet, die einen dauerhaften Aufenthalt im Zielland anstreben und vermischt sich damit mit anderen Formen der Arbeitsmigration. Dabei ist anzumerken, dass der Begriff „Expatriate“ bevorzugt für Arbeitsmigranten aus hochentwickelten Ländern mit hohem sozialen Status verwendet wird und sich damit vom – mitunter negativ konnotierten – Begriff des Einwanderers oder Gastarbeiters unterscheidet.

## Aspekte des Personalmanagements

### Häufigkeit des Phänomens
Mitte der 2000er Jahre wurde geschätzt, dass in den deutschen Großunternehmen zwischen 0,5 % und 1 % der Belegschaft Expatriates sind. Mittlerweile geht man davon aus, dass die Bedeutung von klassischen langfristigen Entsendungen in Zukunft zugunsten von Kurzzeitentsendungen, Vielfliegern und virtueller Zusammenarbeit nachlässt.

### Personalauswahl
Grundsätzlich haben Unternehmen mit Niederlassungen im Ausland die Möglichkeit, zwischen vier Besetzungsstrategien zu wählen:
- ethnozentrisch: Es werden v. a. Fachkräfte aus dem Stammhaus in die Niederlassung entsendet.
- polyzentrisch: Stellen in der Niederlassung werden von Einheimischen besetzt. (In diesem Fall liegt keine Entsendung vor.)
- regiozentrisch: Stellen in der Niederlassung werden mit Fachkräften aus bzw. für die Region besetzt. Es gibt zahlreiche Entsendungen zwischen Niederlassungen innerhalb einer Region.
- geozentrisch: Das Unternehmen empfindet sich als globales Unternehmen mit zahlreichen Entsendungen sowohl im Stammhaus als auch in den Niederlassungen.

Dabei sind Mischformen dieser Strategien die Regel. Die Eignung von Personal für eine Entsendung kann durch interkulturelle Assessment-Center festgestellt werden.

### Auslandsvorbereitung
Das klassische Instrument für die Auslandsvorbereitung von Expatriates sind Interkulturelle Trainings. In diesen erlernen die Expatriates zumeist im Vorfeld ihrer Entsendung Interkulturelle Kompetenz, Wissen über das Zielland und Möglichkeiten zur Minimierung eines Kulturschocks.

### Kosten der Auslandsentsendung
Neben den Kosten für die Vorbereitung eines Auslandseinsatzes, den Umzug und die Verwaltung ist auch gegebenenfalls eine Auslandszulage für Expatriates zu berechnen. Expatriates können neben ihrem Fach- bzw. Führungskraftgehalt einen Ausgleich für Kosten (z. B. Umzugskosten, Schulkosten der Kinder, Kosten für Heimatreisen) oder Belastungen, die sich aus dem ausländischen Standort ergeben, erhalten. Die Auslandszulage bietet einen zusätzlichen finanziellen Anreiz für die Entsendung. Unterschiedlichen Schätzungen zufolge wird kalkuliert, dass eine entsandte Führungskraft ca. 40 % mehr Kosten verursacht als ein vergleichbarer Mitarbeiter im Heimatunternehmen.

### Personalbetreuung während der Entsendung und Vorbereitung der Rückkehr
Mit der Eingliederung von Expatriates an ihrem neuen Wohnort (z. B. melderechtliche Regelungen, Wohnungssuche) befasst sich das Relocation Management. Während des Auslandsaufenthalts bieten Coachings oder Mediationen Möglichkeiten zur Personalbetreuung. Ungeklärte Fragen bezüglich der Reintegration / Rückkehr gehören zu den größten Unsicherheitsfaktor für Expatriates. Häufig ist nicht klar, welche Position im Stammland übernommen werden kann bzw. ist eine Rückkehr auf die alte Position unbefriedigend. Probleme der Arbeit als Expat können zum Beispiel (Loyalitäts-)Konflikte zwischen Stammhaus und Niederlassung, Herausforderungen mit der Sprache und Kommunikation im Gastland und hoher Arbeitsstress (Zeitdruck, Anforderungen, Erwartungen) sein. Nicht zu vernachlässigen sind auch die Beeinträchtigungen des Privat- und Familienlebens: Private soziale Kontakte im Heimatland fallen weg, gleichwertige Netzwerke sind im Zielland schwierig aufzubauen. (Ehe-)Partner finden sich möglicherweise ohne eigene berufliche Tätigkeit bzw. in einer ungewohnten „Hausfrauenrolle“ wieder, Kinder werden ebenso aus ihrem Umfeld gerissen.

## Anwerbung und Rückkehrförderung
Mehrere europäische Staaten – so auch Frankreich, Italien, Portugal, die Niederlande und das Vereinigte Königreich, nicht aber Deutschland – werben um einkommensstarke Expatriates, indem sie ihnen für einige Jahre Steuererleichterungen gewähren.
Zu Deutschland siehe auch: Rückkehrförderung#Rückkehr Hochqualifizierter nach Deutschland

## Wahlrecht
Weltweit sehr unterschiedlich gehandhabt ist das Ausländerwahlrecht, und umgekehrt das Wahlrecht im Herkunftsland. Nur wenige Länder gewähren Ausländern Wahlrecht, zumeist beschränkt auf die kommunale Ebene, während die meisten Staaten ihren im Ausland lebenden Staatsbürgern Teilnahme an Wahlen gestatten. Das Wahlrecht im Herkunftsland kann aber Einschränkungen unterliegen oder bei langen Auslandsaufenthalten verfallen. Auch kann die Wählerregistrierung und die Stimmabgabe mit hohem Aufwand verbunden sein.